# جودیت مگره
جودیت مگره (انگلیسی: Judith Magre؛ زادهٔ ۲۰ نوامبر ۱۹۲۶) بازیگر سینما، و بازیگر تئاتر اهل فرانسه است.
از فیلم‌ها یا برنامه‌های تلویزیونی که وی در آن نقش داشته‌است می‌توان به عشاق، جان آدامز، زن ضربدر هفت، مانورهای بزرگ، عاشقان مونپارناس، جنگ چه می‌تواند بیاورد، دختر سفیر، پنجشنبه سیاه، ناپلئون، یکسره مجنون او، مادام دو باری، چشمی برای زیبایی، و او (فیلم ۲۰۱۶) اشاره کرد.